# Tre Valli Varesine 2008
La Tre Valli Varesine 2008, ottantottesima edizione della corsa e valida come evento dell'UCI Europe Tour 2008 categoria 1.HC, si svolse il 19 agosto 2008 su un percorso di 199 km. Fu vinto dall'italiano Francesco Ginanni che terminò la gara in 5h03'20", alla media di 39,363 km/h.
Partenza con 142 ciclisti, dei quali 42 portarono a termine il percorso.

## Ordine d'arrivo (Top 10)
| Pos. | Corridore             | Squadra       | Tempo    |
| ---- | --------------------- | ------------- | -------- |
| 1    | Francesco Ginanni     | Diquigiovanni | 5h03'20" |
| 2    | Leonardo Bertagnolli  | Liquigas      | s.t.     |
| 3    | Damiano Cunego        | Lampre-N.G.C. | s.t.     |
| 4    | Mauro Finetto         | CSF Group     | s.t.     |
| 5    | Stefano Garzelli      | Acqua & Sap.  | s.t.     |
| 6    | Christian Pfannberger | Barloworld    | s.t.     |
| 7    | Massimo Giunti        | Miche         | s.t.     |
| 8    | Andrea Noè            | Liquigas      | s.t.     |
| 9    | Santo Anzà            | Diquigiovanni | s.t.     |
| 10   | Giovanni Visconti     | QuickStep     | s.t.     |